# Malika Abdullaxoʻjayeva
Malika Samadovna Abdullaxoʻjayeva (* 28. November 1932 in Moskau; † 26. Juni 2018 in Taschkent) war eine usbekisch-sowjetische Pathologin und ordentliches Mitglied der Akademie der Wissenschaften Usbekistans.

## Leben
Abdullaxoʻjayeva wurde am 28. November 1932 in Moskau in einer Studentenfamilie der Internationalen Universität der Völker des Ostens geboren.
Sie absolvierte die Taschkenter Sekundarschule Nr. 110 (1950, mit einer Goldmedaille), die medizinische Fakultät des Taschkent State Medical Institute (1956, mit Auszeichnung) und die Graduiertenschule am Brain Institute der Akademie der Medizinischen Wissenschaften der UdSSR (1960).  Am 27. Dezember 1960 verteidigte sie vor dem Akademischen Rat der Medizinischen und Biologischen Abteilung der Akademie der Medizinischen Wissenschaften der Sowjetunion ihre Dissertation für den akademischen Grad „Kandidatin der Medizinischen Wissenschaften“. Von 1963 bis 1969 arbeitete sie am Staatlichen Medizinischen Institut Taschkent.
1968 verteidigte sie ihre Doktorarbeit, 1970 wurde sie als Professorin bestätigt. 1990, nach der Teilung des Instituts, leitete sie die Abteilung für pathologische Anatomie des Zweiten Medizinischen Instituts von Taschkent, die sie bis zum Jahr 2000 leitete. Von 1972 bis 1997 war sie Chefpathologin des Gesundheitsministeriums der Republik Usbekistan.
1995 wurde sie zum korrespondierenden Mitglied und im Jahr 2000 zum ordentlichen Mitglied (Akademikerin) der Akademie der Wissenschaften der Republik Usbekistan gewählt. Abdullaxoʻjayeva war Autorin zahlreicher methodischer Empfehlungen, Lehrbücher, auch für ausländische Studierende, und eines Atlas für Studierende der Fakultät für Zahnmedizin. 1997–1999 veröffentlichte sie das erste usbekische zweibändige Lehrbuch für Studierende medizinischer Universitäten im dritten Jahr „Grundlagen der Humanpathologie“.
Sie starb am 26. Juni 2018.

## Ehrungen
- Verdienter Wissenschaftler der Usbekischen SSR (1980)
- Medaille „Für tapfere Arbeit“ (1970)
- Orden des Ehrenabzeichens (1976)
- Medaille „Veteran der Arbeit“ (1984)
- Medaille „Oliy Tallim Alochisi“ (2000)
- Orden von „Mehnat Shukhrati“ (2003)
- Held Usbekistans (2006).[1]